# Botswana címere

Botswana címere

Botswana címere egy fehér harci pajzs, középen három hullámos kék sávval. A sávok felett három fogaskerék, alattuk egy bikafej található. A fogaskerekek az ipart, a hullámos sávok a vizet, a bikafej pedig az állattenyésztés fontosságát jelképezi. A pajzsot két oldalról egy-egy zebra tartja, melyek egy elefántagyarat és egy kölesszálat is tartanak. A pajzs alatt fehér szalagon az ország jelmondata, a „Pula” (Eső) olvasható.